# CyberFight.ru
CyberFight.ru — российский киберспортивный интернет-портал, основанный в 2001 году.
На сайте доступна информация о турнирах по сетевым компьютерным играм, в том числе по шутерам от первого лица. Пользователи имеют доступ к архиву демок и конфигов. Регулярно появляются репортажи, интервью и статьи на киберспортивную тематику. Также на сайте есть чат и форум. В 2006 году аудитория портала составляла 220 000 читателей.
Начиная с 2002 года журналисты портала присутствуют на крупнейших мировых киберспортивных турнирах, включая финал чемпионата мира World Cyber Games.
С 2003 года компания ASUS совместно с порталом CyberFight.ru проводит один из самых популярных киберспортивных турниров в СНГ — ASUS Open. К 2010 году проведено более тридцати турниров, завоевавших хорошую репутацию и пользующихся доверием прогеймеров.
В 2007 году состоялась первая в России церемония награждения в области киберспорта — «Good Game Awards», на которой руководитель проекта CyberFight.ru Дмитрий Кузнецов получил приз в специальной номинации «За вклад в развитие киберспорта».
С мая 2015 не функционирует.